# Euphorbia herteri
Euphorbia herteri es una especie fanerógama perteneciente a la familia de las euforbiáceas.  Es originaria de Uruguay.

## Taxonomía
Euphorbia herteri fue descrita por José Arechavaleta y publicado en Anales del Museo Nacional de Montevideo 1: 70. 1910[1911].
Etimología
Euphorbia: nombre genérico que deriva del médico griego del rey Juba II de Mauritania (52 a 50 a. C. - 23), Euphorbus, en su honor – o en alusión a su gran vientre –  ya que usaba médicamente Euphorbia resinifera. En 1753 Carlos Linneo asignó el nombre a todo el género.
herteri: epíteto otorgado  en honor del  botánico suizo Wilhelm Franz Herter (1884-1958) quien recolectó plantas en Sudamérica.
Sinonimia
- Euphorbia herteri var. glabra Arechav.	[5][6]